# Look Back in Anger (canção)
"Look Back in Anger" é uma canção escrita pelos músicos britânicos David Bowie e Brian Eno para o álbum Lodger (1979). A faixa trata de "um 'Anjo da Morte' ultrapassado", e contém um solo de guitarra de Carlos Alomar.
A RCA Records estava incerta sobre se os Estados Unidos estavam preparados para a androgenia sexual de "Boys Keep Swinging", o single principal de Lodger na maior parte dos lugares, e, por isso, "Look Back in Anger" foi lançada no seu lugar. O Lado B do single é outra faixa de Lodger, "Repetition", uma história de violência doméstica. O single não entrou para as paradas comerciais.
"Look Back in Anger" tem uma reputação heterogênea entre os especialistas na obra de Bowie. Roy Carr e Charles Shaar Murray, críticos da NME, descreveram a faixa como "provavelmente o ponto baixo" do álbum, enquanto Nicholas Pegg a considera "um dos destaques dramáticos de Lodger".
Além título, a música não tem nenhuma ligação com a peça Look Back in Anger, de John Osbourne.
Bowie tocou a faixa na sua turnê Serious Moonlight Tour, de 1983 (a canção compõe o número de abertura do filme Serious Moonlight), e a retrabalhou em meados dos anos 1990 como uma canção de heavy rock para as turnês Outside e Earthling.

## Faixas
1. "Look Back in Anger" (David Bowie, Brian Eno) – 3:08
2. "Repetition" (Bowie) – 2:59

## Créditos
- Produtores:
  - Tony Visconti
  - David Bowie
- Músicos:
  - David Bowie: vocais, guitarra
  - Dennis Davis: bateria
  - George Murray: baixo
  - Carlos Alomar: guitarra
  - Sean Mayes: piano
  - Brian Eno: sintetizador, trompete, trompa
  - Tony Visconti: backing vocals

## Videoclipe
David Mallet dirigiu um videoclipe para a canção, representando Bowie num ateliê de arte. O enredo do vídeo foi inspirado na conclusão do romance The Picture of Dorian Gray, de Oscar Wilde, mostrando um retrato do protagonista se tornando belo enquanto o homem em si entra em decadência física.

## Outros lançamentos
- A faixa foi lançada nas seguintes coletâneas:
  - Chameleon (Australia/New Zealand 1979)
  - Christiane F. soundtrack (1981)
  - Golden Years (1983)
  - Sound + Vision (1989)
  - The Singles Collection (1993)
  - The Best of David Bowie 1974/1979 (1998)
  - The Platinum Collection (2005/2006)
- Em 1988, Bowie gravou "uma versão nova e brutal da canção" com Reeves Gabrels na guitarra e Erdal Kizilcay no baixo e na bateria; foi o primeiro arranjo surgido a partir da colaboração entre Bowie e Gabrels, acontecendo pouco antes da formação do grupo Tin Machine.[5] A nova versão foi lançada como faixa bônus no relançamento de Lodger pela Rykodisc, em 1991.

## Covers
- Kaligare - .2 Contamination: A Tribute to David Bowie (2006)
- Swans of Avon - The Dark Side of David Bowie: A Tribute to David Bowie (1997)
- Tender Fury - Thoughts of Yesterday (1992)